# Plac Stanisława Staszica we Wrocławiu

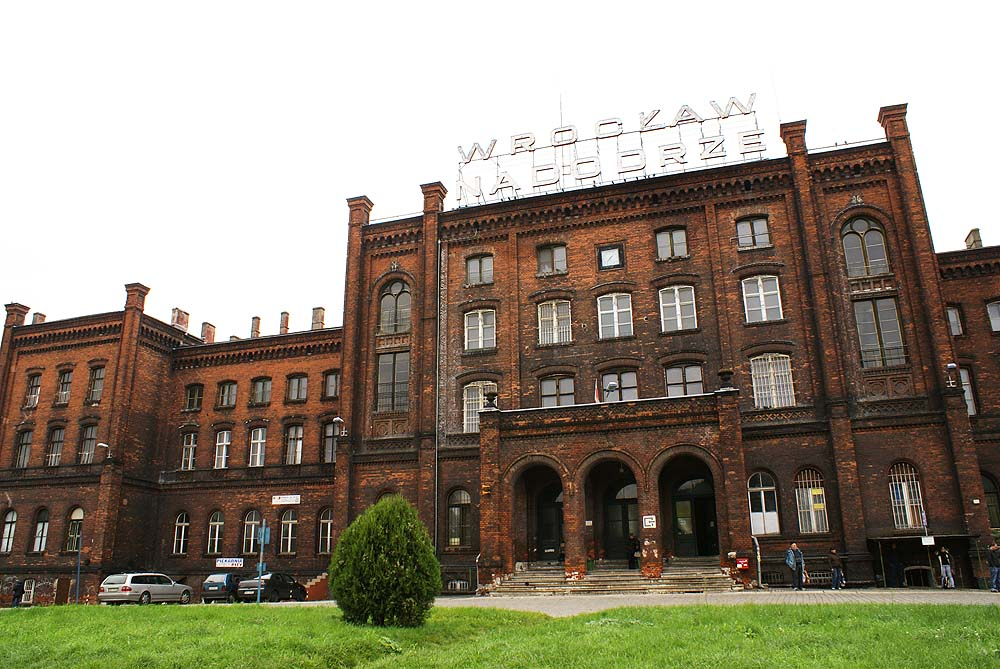
Budynek główny dworca Wrocław Nadodrze

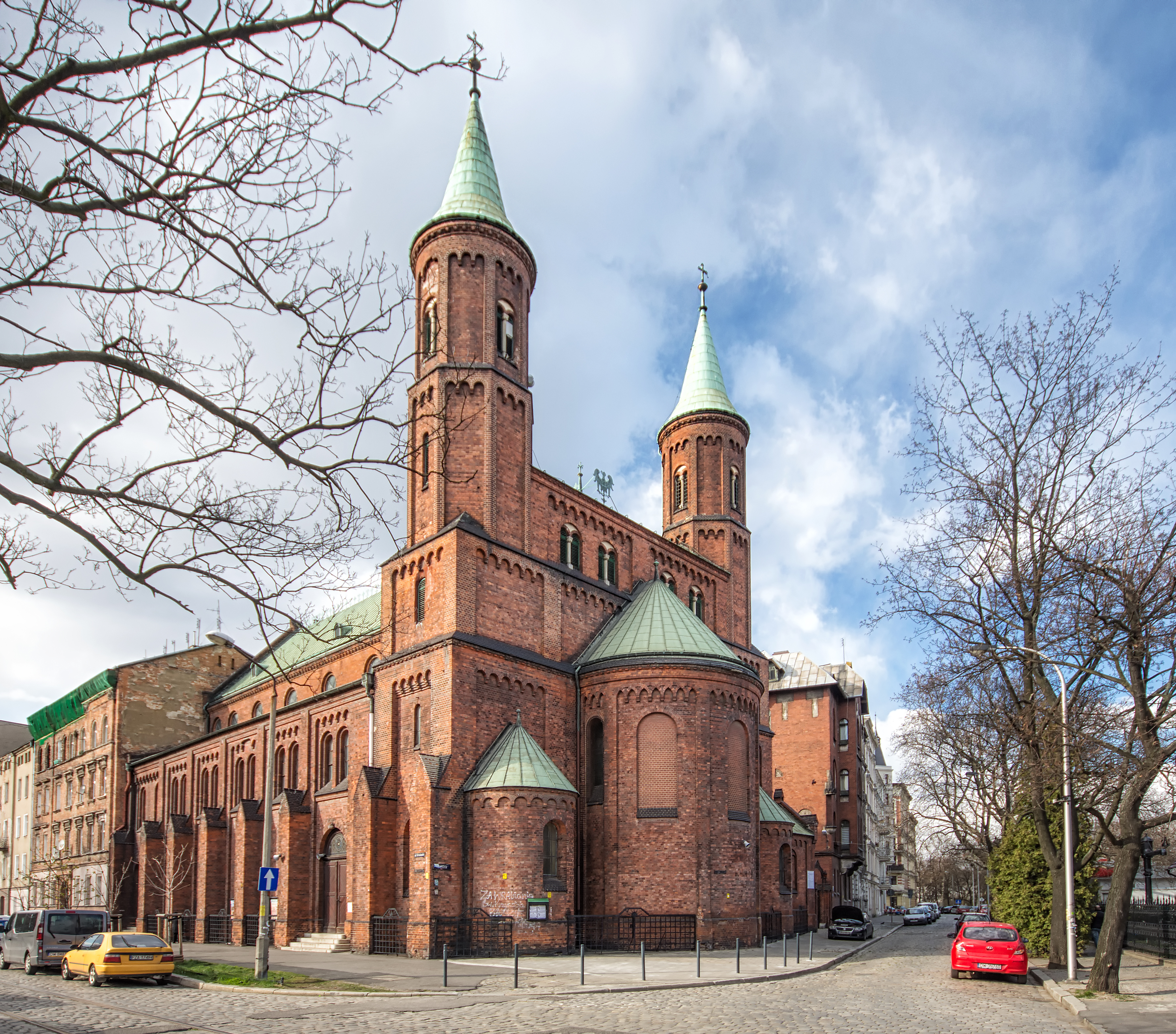
Kościół św. Bonifacego

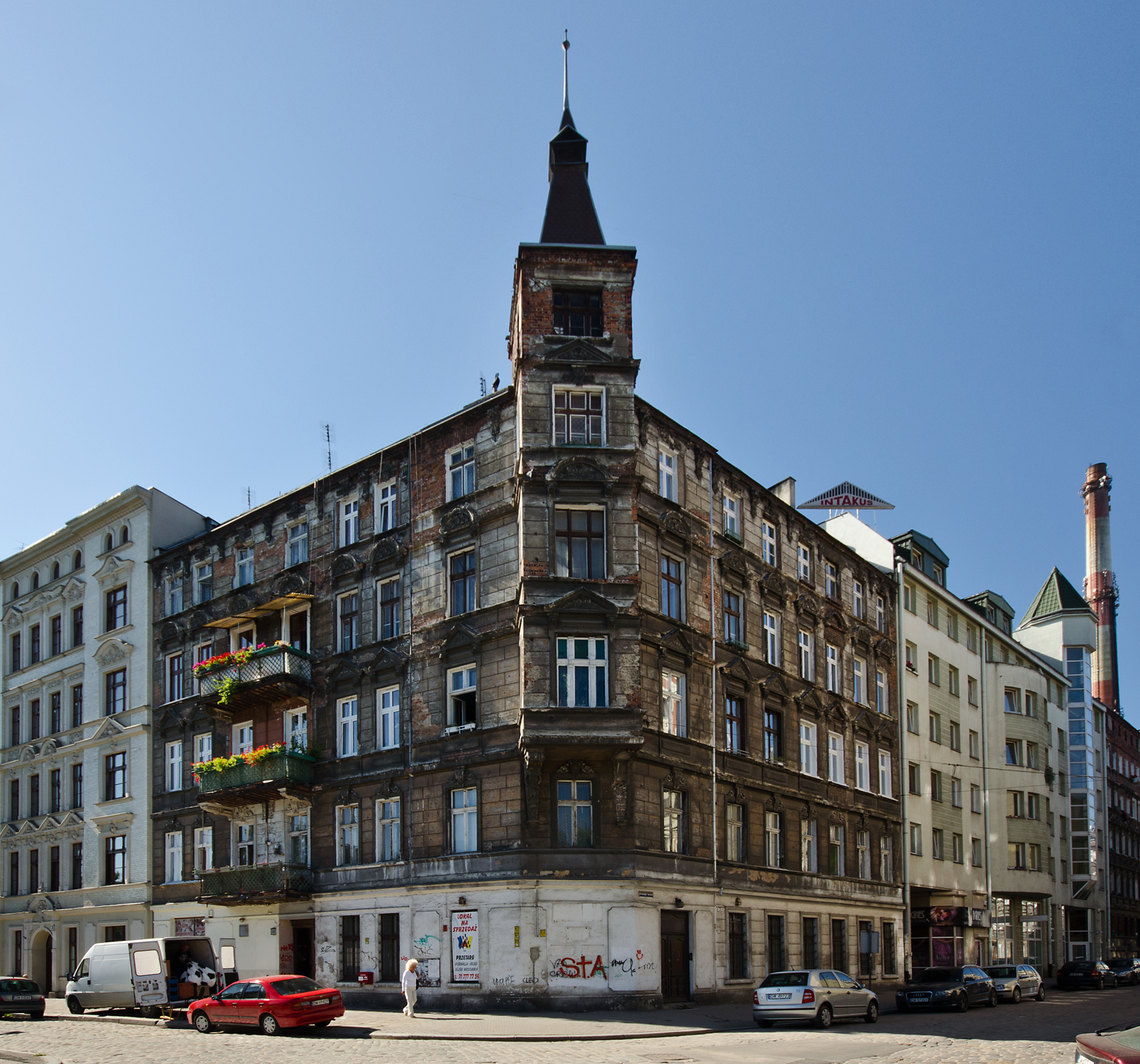
Kamienica przy pl. Staszica 10

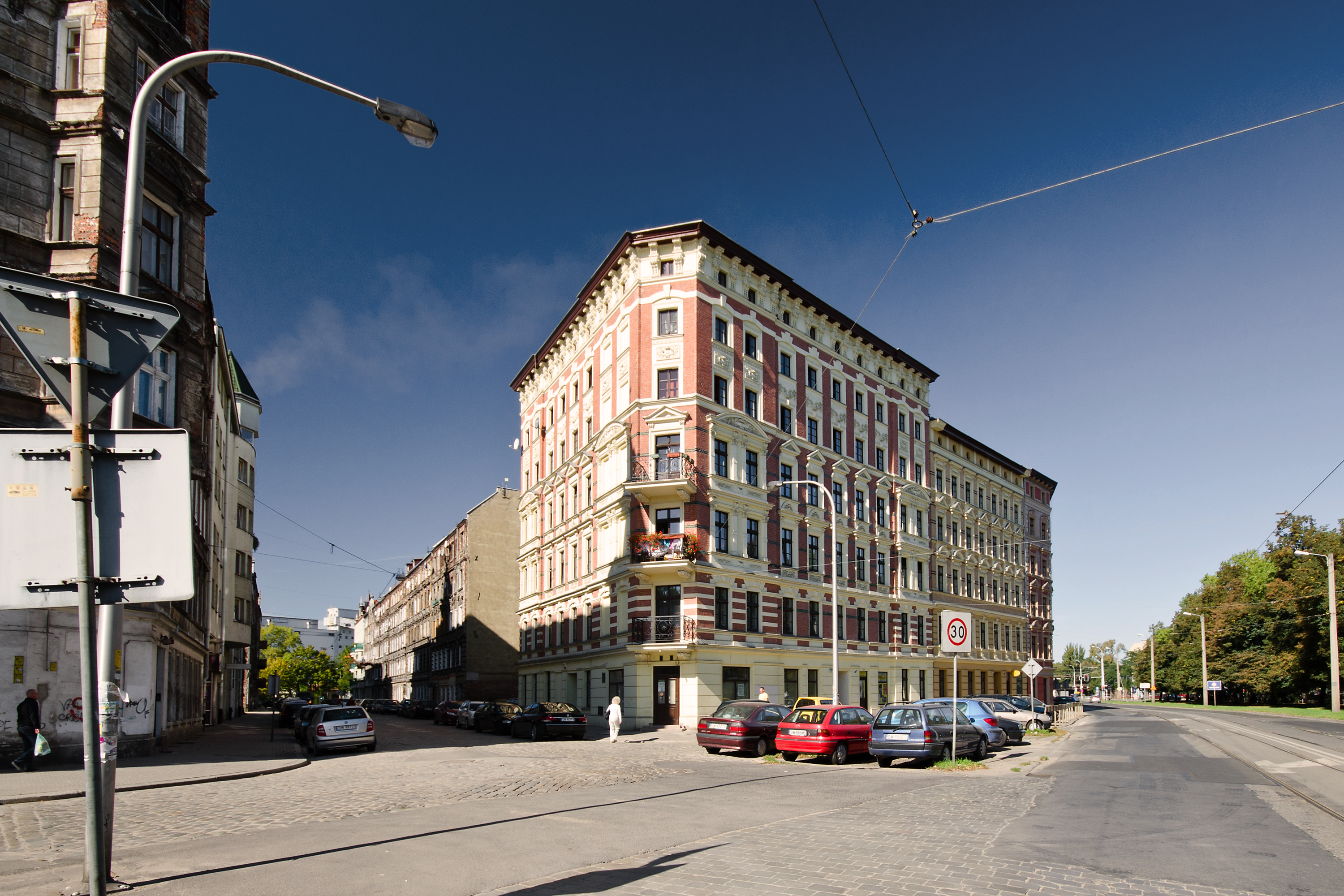
Kamienica przy pl. Staszica 12

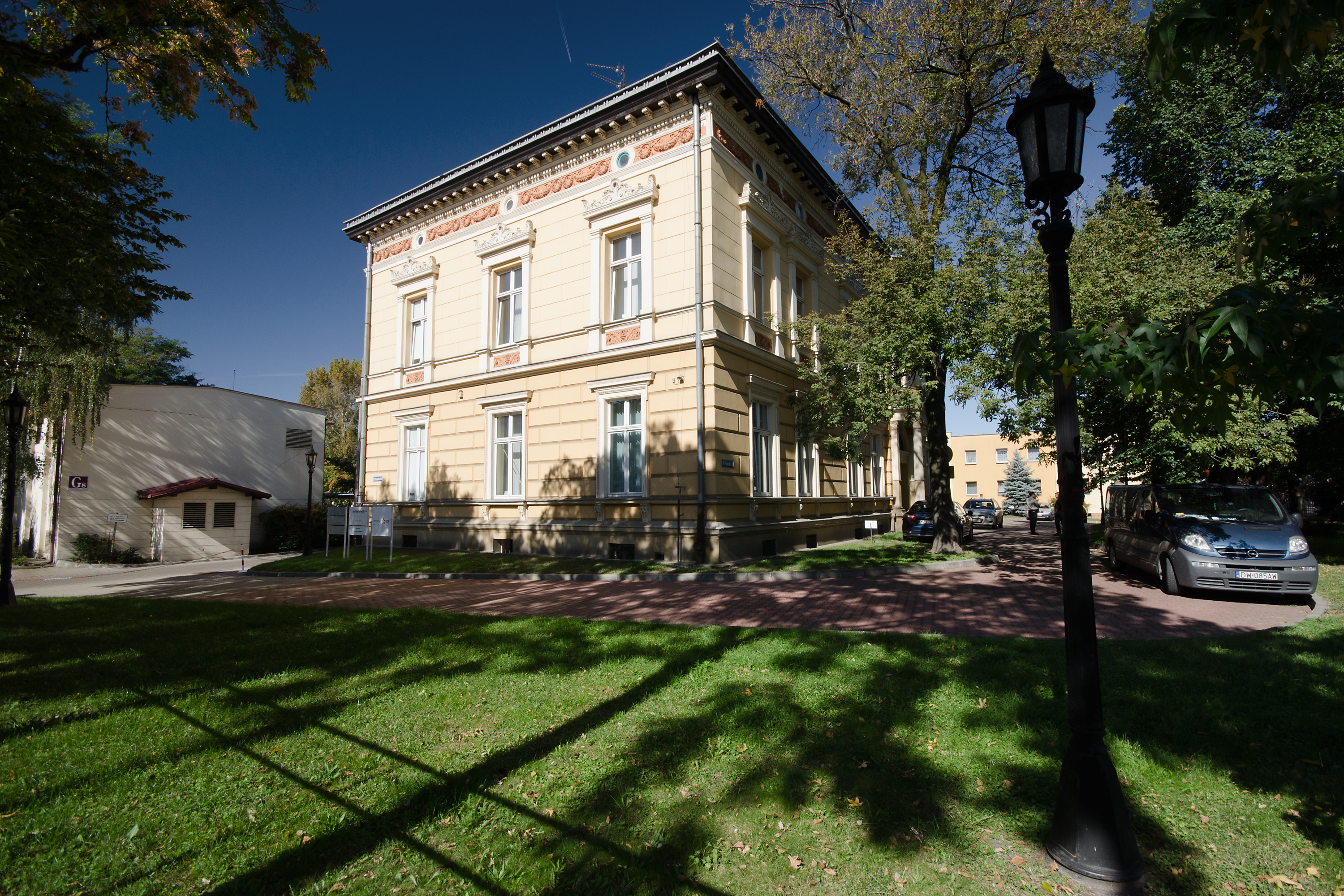
Willa przy pl. Staszica 30

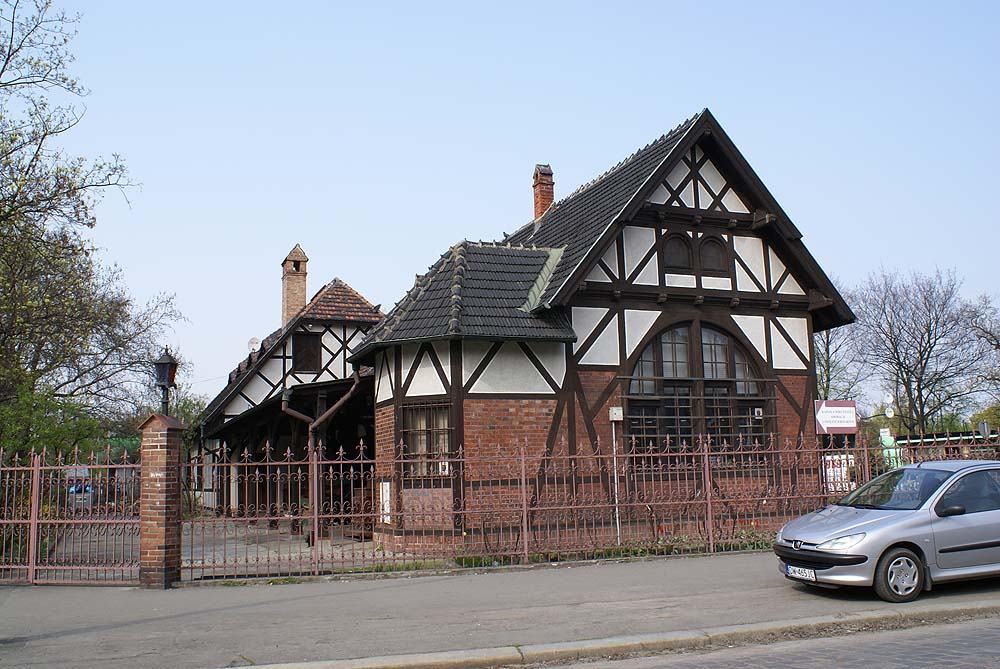
Dawny dworzec kolei wąskotorowej

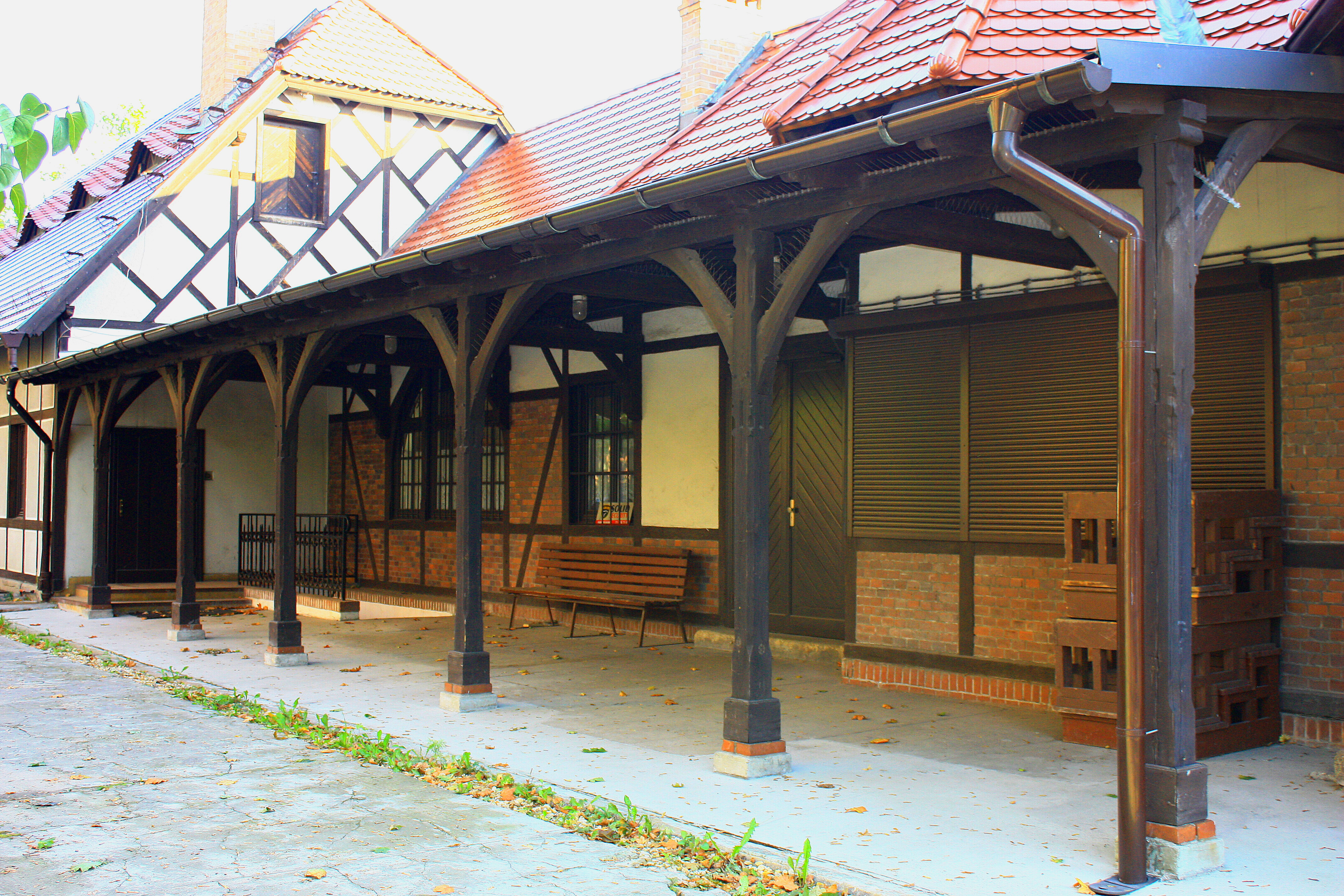
Dawny dworzec kolei wąskotorowej

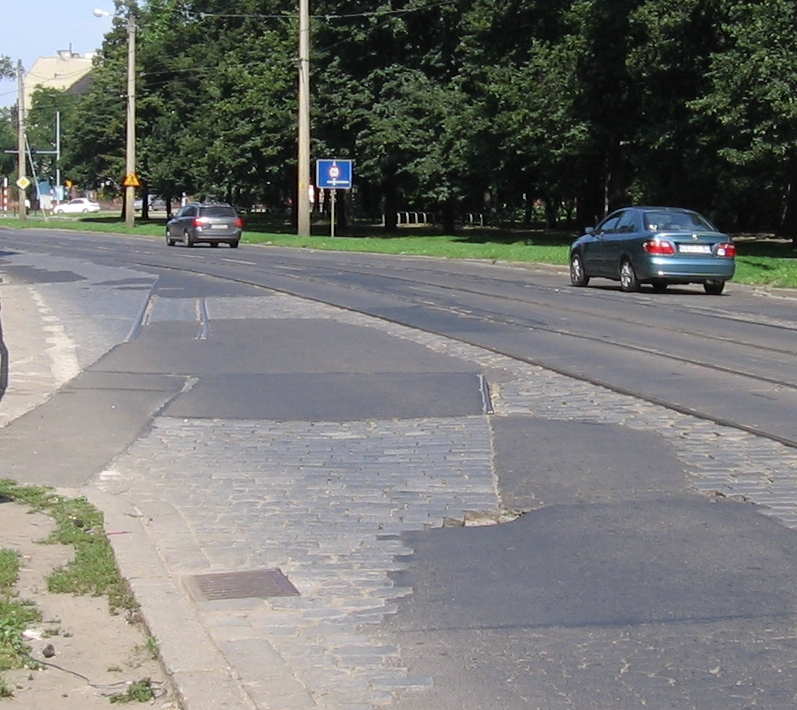
Pozostałości torowiska kolei wąskotorowej

Plac Stanisława Staszica (Rossplatz, Benderplatz) – plac położony we Wrocławiu na osiedlu Nadodrze (dawniej Przedmieście Odrzańskie, Oder Vorstadt, później w obrębie byłej dzielnicy Śródmieście).  Plac ma kształt zbliżony do trójkąta, a centralnym elementem jego kompozycji jest park Stanisława Staszica.

## Historia
Plac powstał w pierwszej połowie XVIII wieku, jako poszerzenie drogi biegnącej w kierunku Osobowic. W rejonie tym wybudowano następnie kościół katolicki. Kolejne zmiany w obrębie placu przyniosło uruchomienie tu targu końskiego (Roßmarkt). Od lat 20. XIX wieku następowało stopniowe zabudowywanie terenów położonych przy placu. Około roku 1860 plac został przedłużony o kolejny fragment, który z czasem został wydzielony jako odrębny plac – obecnie plac Strzelecki.
W 1880 roku wytyczono plac w kształcie obecnym, odpowiadającym kształtowi trójkąta. Jego przybliżone wymiary to 450 m na 300 m. Obszar tak ukształtowanego placu otoczony został od północy linią kolejową (Kolej Prawego Brzegu Odry prowadząca na Górny Śląsk), na zachodzie – drogą biegnącą w kierunku Osobowic, a na południowym zachodzie – Szosą Trzebnicką. Teren ten urządzono jako zieleniec, a wokół placu powstały kolejno: zabudowa miejska, obejmująca między innymi kamienice budowane w latach 1880–1905; dworzec kolejowy Wrocław Nadodrze, zbudowany w 1868 roku, budynki mieszkalne dla pracowników kolei z lat 20. XX wieku, katolicki kościół św. Bonifacego z lat 1897–1898, ewangelicki kościół Imienia Odkupiciela z lat 1902–1904 (współcześnie nieistniejący) oraz dworzec Wrocławsko-Trzebnicko-Prusickiej Kolei Wąskotorowej z 1899 roku.

## Nazwy placu
W swojej historii plac nosił następujące nazwy:
- Roßsplatz, do 1926 roku[3]
- Benderplatz, od 1926 roku
- Plac Stanisława Staszica.

## Patroni placu
Współczesna, obowiązująca nazwa placu upamiętnia Stanisława Staszica. W swojej historii plac upamiętniał:
Georga Benderadoktor filozofii, urodzony 31.12.1843 r. w Królewcu, zmarł 4.02.1924 r. we Wrocławiu, nadburmistrz Wrocławia w okresie od 18.04.1891 r. do 30.09.1912 r.
Stanisława Staszicapolski działacz oświeceniowy, pionier spółdzielczości, pisarz polityczny i publicysta, filozof i tłumacz, przyrodnik: geograf i geolog; ksiądz katolicki, urodzony 6.11.1755 r. w Pile, zmarł 20.01.1826 r. w Warszawie.
Plac nosił również nazwę Roßsplatz, stanowił bowiem miejsce dla handlu końmi (Roßmarkt).

## Ulice
Plac obejmuje zespół ulic i dróg wewnętrznych w zarządzie ZDiUM we Wrocławiu. Są to drogi gminne o długości 486 m (ulica północna wzdłuż linii kolejowej) i 732 m (zachodnia jezdnia od ul. Pomorskiej do ul. Reymonta), łącznik (również droga gminna od pl. Strzeleckiego) o długości 161 m, oraz drogi wewnętrzne (27 m i 207 m) W zachodniej jezdni wbudowane jest torowisko tramwajowe, a wzdłuż wschodniej przebiega wydzielona linia tramwajowa .
Ulice i place wokół placu Stanisława Staszica:
- Bolesława Chrobrego (Bismarckstrasse), ulica, łączy się z placem Stanisława Staszica (w jego północno-wschodnim narożniku) i placem Powstańców Wielkopolskich[10]
- Łowiecka (Schützenstrasse), ulica, łączy się z placem w jego północno-zachodnim narożniku,
- Pomorska (Kuhgase, Rosenthaler Strasse), ulica, istniejąca od średniowiecza droga, jedna z prowadzących przez Przedmieście Odrzańskie w kierunku Osobowic, rozdzielająca się w rejonie obecnego placu Stanisława Staszica, a jej kontynuacją jest ulica przypisana do placu biegnąca po zachodniej stronie parku
- Powstańców Wielkopolskich, plac (Trebnitzerplatz, Trzebnicki, Nadodrze), plac, powstał po wybudowaniu linii kolejowej prawego brzegu na Górny Śląsk, przed dworcem Wrocław Nadodrze, od zachodu graniczy z placem Stanisława Staszica[11][12],
- Władysława Reymonta (Oswitzerstrasse, Rathenaustrasse, Schlageterstrasse), ulica, stanowi przedłużenie zachodniej ulicy placu, w kierunku północnym za linią kolejową,
- Ludwika Rydygiera (Gustav-Müller-Strasse, Mehlstrasse), ulica, wybiega w kierunku południowym stanowiąc przesłużenie ulicy biegnąca po wschodniej stronie parku,
- Strzelecki, plac (Schiesswerderplatz, plac Marksa), rozciąga się między placem Stanisława Staszica a ulicą Łowiecką, zagospodarowany ok. 1860 roku jako poszerzenie placu Stanisława Staszica, jako samodzielny plac został utworzony około 1876 roku (przy regulacji ulicy Kurkowej),
- Biskupa Tomasza Pierwszego (Belltafelstrasse), ulica, biegnie w kierunku zachodnim od placu,
- św. Wincentego (Vinzenzstrasse), ulica, wybiega w kierunku wschodnim z południowego narożnika placu.

## Obiekty
Obiekty istniejące:
- dworzec kolejowy Wrocław Nadodrze (Oderthor Bahnhof), przy placu Stanisława Staszica 50, zbudowany w 1868 roku[1], Kolej Prawego Brzegu Odry (Rechte-Oder-Ufer-Eisenbahn, w skrócie ROUE)[13],
- kościół Świętego Bonifacego (St. Bonifatius Kirche), plac Stanisława Staszica 2, powstawał w latach 1897-1898[1],
- dworzec Wrocławsko-Trzebnicko-Prusickiej Kolei Wąskotorowej, plac Stanisława Staszica 4a, zbudowany 1898, w 1953 r. zlikwidowano linię od tego dworca (prowadzoną zachodnią jezdnią placu) do Różanki, wyłączony z eksploatacji, w 1983-1986 odrestaurowany. Do 2024 roku istniał zachowany jeszcze w bruku ulicy fragment torów kolejki[1][14], który zlikwidowano w wyniku przebudowy ulic Pomorskiej i Staszica[potrzebny przypis],
- park Stanisława Staszica (Rossplatz, Nordpark, Benderplatz, Benderpark), zajmuje ok. 12 ha, utworzony w północno-zachodniej części targowiska końmi, kompozycyjnie i funkcjonalnie połączony z placem Strzeleckim. Oba place w 1881 roku służyły jako miejsce Śląskiej Wystawy Rzemiosł i Przemysłu (Schlesische Gewerbe und Industrie Ausstellung). W 1886 roku przeprowadzono konkurs na park, wygrany przez H. Richtera, zrealizowany w latach 1905-1906 (w tym skwer na placu Strzeleckim)[1]. Obecnie zajmuje obszar 4,4 ha. W 2012 r. park poddany został rewaloryzacji[15] ,
- szalet[16] [17].

Obiekty nieistniejące:
- kościół Imienia Odkupiciela (Erlöser Kirche), plac Stanisława Staszica, nieistniejący, ewangelicki, zbudowany 1904 roku, rozebrany po 1945 roku, obecnie teren zabudowany pawilonem handlowym[1].

## Zabytki
Przy placu Stanisława Staszica we Wrocławiu położone są następujące obiekty zabytkowe:
- kościół parafii św. Bonifacego, pl. Stanisława Staszica 2, wpisany do rej. pod nr 298/354/Wm, 04.08.1977 r.[18][19] oraz plebania, pl. Stanisława Staszica 4, wpisana do rej. pod nr A/298/354/1 z 29.08.1991 r.[19],
- budynek dworca kolei wąskotorowej, wpisany do rej. pod nr A/2658/403/Wm, 18.07.1979 r.[20][21],
- kamienica przy pl. Stanisława Staszica 10, wpisana do rej. pod nr A/2318/578/Wm, 25.11.1997 r.[22][23],
- kamienica przy pl. Stanisława Staszica 12, wpisana do rej. pod nr A/2268/579/Wm, 25.11.1997 r.[22][24],
- budynek mieszkalno-biurowy, a pierwotnie willa mieszkalna przy pl. Stanisława Staszica 30, wpisana do rej. pod nr A/1393/585/Wm, 10.02.1999 r.[22][25],
- budynek główny dworca Wrocław-Nadodrze przy pl. Stanisława Staszica 50, wpisany do rej. pod nr A/2500/344/Wm, 21.01.1977 r.[21][26].

W wykazie miejskim zabytków wymienione są także liczne inne, niż wymienione wyżej kamienice położone przy placu: cały zespół dworca, wraz z budynkami kolejowymi, szalet i park.